# Ileana Salvador
Ileana Salvador (Noale, 12 gennaio 1962) è un'ex marciatrice italiana.
Vinse l'argento ai Campionati mondiali di Stoccarda nel 1993 e la medaglia di bronzo ai Campionati europei di Spalato nel 1990, sempre nella specialità della 10 km di marcia e più volte primatista mondiale.

## Biografia
Ileana Salvador è la marciatrice italiana che ha vinto più medaglie: in totale ben 10 tra campionati mondiali ed europei outdoor e indoor una medaglia d'oro alle Universiadi di Duisburg nel 1989. ed una medaglia di bronzo alla Coppa del mondo di Marcia nel 1989.
Ha vinto 15 titoli italiani, e indossato 29 volte la maglia azzurra tra il 1987 e il 1992. Sandonatese d'adozione, è stata atleta della Fiamma Atletica Vicenza, passata poi all'Atletica Fiat Sud Formia e alla fine alla Sisport Fiat di Torino.
Medaglia d'argento ai Campionati mondiali di Stoccarda nel 1993, medaglia di bronzo ai campionati europei di Spalato, 3 volte medaglia di bronzo ai campionati mondiali indoor, 3 volte argento ai campionati europei indoor, oro alle Universiadi di Duisburg nel 1989. È stata primatista mondiale sull'allora distanza olimpica di 10 km in pista. Ha stabilito record mondiali ed europei su parecchie distanze Da segnalare il record del mondo sui 3 km di marcia in pista stabilito a Padova nel 1993 con il tempo di 11'48"3 tuttora imbattuto.
Nel 1988 centra il primato italiano sulla 10 km fermando il cronometro a 46'17"0 e, sempre nello stesso anno lo porta a 45'58"1. Il record lo migliora l'anno successivo altre due volte: 44'36"88 e 42'39"2, quest'ultimo anche primato del mondo migliorato alla russa Nadežda Raskyna (43'08"40). Il tempo sarà migliorato nel 1993 in 42'23"17, ma è solo primato italiano, perché la Raskyna, nel frattempo, ha portato il primato del mondo a 41'56"21.
Nel 1989 migliora il record italiano di Giuliana Salce nella 5 km con il tempo di 20'57"85, non omologato come record europeo per l'assenza dell'antidoping, migliorato ulteriormente nello stesso anno in 20'50"03 che diventa anche record europeo (prec. 20'50"60 Ivanova). A Trento, nel meeting Donna Sprint marcia, poi, in 20'27"59, nuovo primato del mondo (prec. 20'45"32 Kerry Saxby), non omologato perché mancava il numero minimo di atlete in gara per l'omologazione.
Nel 1992 lo migliora a 20'25"2 ma nessuno si accorse che era primato mondiale, successivamente diventato solo primato europeo perché nel frattempo l'australiana Kerry Saxby lo portò a 20'17"19.
Sempre nel 1989 stabilisce il primato italiano sulla 3 km in 12'29"32 durante il passaggio delle 2 miglia dove stabilisce la miglior prestazione mondiale con 13'23"04 (prec. Giuliana Salce 13'47"08), migliorata nel 1991 in 13'11"34. Nel 1990 ferma il cronometro a 12'27"03 a Cagliari e a 12'23"32 a Caorle sulla 3 km, mentre nel 1992 lo porta a 11'59"42. Si migliora ancora nel 1993, fermando il cronometro a 11'48"24, nuovo primato del mondo (prec. Kerry Saxby 11'51"26).
Ancora nel 1989 migliora il primato italiano indoor sulla 3 km con il tempo di 12'11"33 (prec. 12'31"57 Giuliana Salce), migliorato ulteriormente a Genova 11'53"23 nel 1992.
Nel 1989 vince la medaglia d'argento sulla 3 km indoor con il tempo di 12'32"40 ai Campionati Europei di Aja alle spalle della tedesca Beate Anders che vince con il tempo di 11'59"36. Sempre nello stesso anno si classifica terza alla Coppa del mondo di marcia a l'Hospitalet e vince la medaglia d'oro alle Universiadi di Duisburg.
Vince i titoli italiani nella 3 km indoor nel 1989, nel 1990, nel 1992, nel 1993.
Vince i titoli italiani nella 5 km nel 1989 (20'57"85) nel 1990 (20'50"63) nel 1991 (21'16"33) nel 1992 (20'42"31) e nel 1993 (20'48"55). Vince i titoli italiani della 10 km nel 1987, nel 1989, nel 1990, nel 1992, nel 1993.
Vince il titolo italiano nella 20 km nel 1993 (1h31,53).
Oggi è insegnante di lingua italiana in Svezia.

## Record personali
| Gara                 | Tempo    | Luogo        | Data       |
| -------------------- | -------- | ------------ | ---------- |
| Marcia 1500 m        | 6:10.07  | Sestriere    | 12.08.1989 |
| Marcia 3000 m        | 11:48.24 | Padova       | 29.08.1993 |
| Marcia 3000 m indoor | 11:53.23 | Genova       | 29.02.1992 |
| Marcia 5000 m        | 20:27.59 | Trento       | 03.06.1989 |
| Marcia 5 km          | 20:26    | Barcellona   | 05.04.1992 |
| Marcia 10.000 m      | 42:23.7  | Fana         | 08.05.1993 |
| Marcia 10 km         | 41:30    | Livorno      | 10.07.1993 |
| Marcia 20 km         | 1:31:53  | Baia Domizia | 25.09.1993 |

## Progressione
- 1985: 25'42"52 (5 km)
- 1986: 24'32"85 (5 km)
- 1987: 23'54"82 (5 km)
- 1988: 22'20"8 (5 km)
- 1989: 20'27"59 (5 km)
- 1990: 20'50"63 (5 km)
- 1991: 21'16"33 (5 km)
- 1992: 20'25"2 (5 km)